# کائوسای گلکسی
کائوسای گلکسی (تایلندی: เขาทราย แกแล็คซี่؛ زادهٔ ۱۵ مهٔ ۱۹۵۹) بوکسور اهل تایلند بود.